# Canzonissima
A Canzonissima egy olasz televíziós varietéműsor volt 1958 és 1975 között a RAI-on. A műsorban az énekverseny mellett komikus jelenetek, szubrettek, szkeccsek és balett előadások voltak. Az énekversenyt eredetileg az Újévi Lottónak (Lotteria di Capodanno) szentelték.

## Története
Eredetileg a műsor 1956-ban jelent meg a RAI rádiósműsorában Le canzoni della fortuna (A szerencse dalai)  néven, amely hatalmas sikert ért el. A következő évben Lino Procacci és Gianfranco Bettetini rendezésében a műsor átkerült a televízióhoz, Voci e volti della fortuna  (A szerencse hangjai és alkalmai) néven. Ebben a műsorban amatőr énekesek versenyeztek Olaszország különböző részeiből, már ekkor ismert, profi énekesekkel.
1958-ben kapta a Canzonissima nevet a műsor, a közvetítést mindvégig a Teatro delle Vittorie nevű színházból ment, ami később teljesen a RAI varietéműsorainak otthont adó nagybefogadóképessgű nézőtérrel rendelkező studiója lett. A közönségnek mindvégig fontos szerepe volt a műsorban hisz a versenydalokra az előadásban kellett szavazniuk, ezzel egyidőben lottószelvényeket vettek és sorsoltak.
1959-ben Delia Scala színész-táncos-énekesnő mellett Nino Manfredi és Paolo Panelli voltak a műsorvezetők. Az 1962-es évad volt addig a legbotrányosabb a műsortörténetében: Dario Fot és Franca Ramét bízták a műsorvezetéssel, a nagy színházi sikerük miatt, ám otthagyták a műsort a 7. rész után. A november 29-i adásnál a két műsorvezető félórával a műsor kezdete előtt elhagyták a studiót, a műsorkészítők így kénytelenek voltak Maria Grazia Picchetti énekesnőt felkérni a műsorvezetésre és csak szóló énekesek voltak abban a részben. Amiért elhagyták a stúdiót annak oka, hogy Fo többedjére is tesztelte a RAI-nál meddig mehet el cenzúra nélkül. Azt egyik szkeccs jelenetében egy építtetőt alakított, aki nem volt hajlandó a cégét biztonsági intézkedésekkel elláttni, amit a RAI vezető magukra vettek és provokatívnak találtak. Az évad hátralevő részeit Sandra Mondaini és Tino Buazzelli vezette, az évadfinálét Corrado Mantoni.
1963 és 1967 között az adás új formátummal és címmel folytatódott: Gran Premio, Napoli contro tutti, La prova del nove, Scala reale e Partitissima néven.  1968-ban újra Canzonissima néven futott a műsor, Mina, Walter Chiari és Paolo Panelli műsorvezetésével.
1970-es évad vált az egyik legemlékezetesebbé: Raffaella Carrá testre simuló ruhában, kilátszó köldökkel adta elő a Tuca tuca című dalt. Ami a showgirl, színésznő, énekesnő egyik legismertebb dala lett. A ruha botrányt keltett a RAI-nál és letiltották  a képernyőről. 1971-ben Alberto Sordival adta elő a dalt.
1970 és 1975 között a műsor győztes énekese képviselhette Olaszország az Eurovíziós Dalfesztiválon. Gianni Morandi, Massimo Ranieri, Nicola di Bari, Gigliola Cinquetti és a duó Dori Ghezzi és Wess így tudtak részt venni az Euróvízión. Közülük a legjobb helyezést Gigliola Cinqetti érte el az Eurovízión: 1974-ben, Brightonban az ABBA mögött a második helyen végzett Sí című dalával.

## Évadok
| Évad | Adásnapok            | Adásnapok       | Csatorna neve       | Részek | Műsorvezetők | Győztes dal              | Győztes előadó     | Város | Forgatási helyszín    | Rendező          |
| Évad | Inizio               | Fine            | Csatorna neve       | Részek | Műsorvezetők | Győztes dal              | Győztes előadó     | Város | Forgatási helyszín    | Rendező          |
| ---- | -------------------- | --------------- | ------------------- | ------ | --- | ------------------------ | ------------------ | ----- | --------------------- | ---------------- |
| 1.   | 1958 október 22.     | 1959. január 4. | Programma Nazionale | 13     | Renato Tagliani , Ugo Tognazzi, Walter Chiari, Gianni Agus, Enza Soldi, Lauretta Masiero, Scilla Gabel és Corrado Pani                          | L'edera                  | Nilla Pizzi        | Róma  | Teatro delle Vittorie | Antonello Falqui |
| 2.   | 1959. október 21.    | 1960. január 6. | Programma Nazionale | 13     | Delia Scala, Paolo Panelli és Nino Manfredi | Piove                    | Joe Sentieri       | Róma  | Teatro delle Vittorie | Antonello Falqui |
| 3.   | 1960. október 15.    | 1961. január 6. | Programma Nazionale | 13     | Alberto Lionello, Lauretta Masiero, Aroldo Tieri és Lilli Lembo                                                                                 | Romantica                | Tony Dallara       | Róma  | Teatro delle Vittorie | Mario Landi      |
| 4.   | 1961. október 10.    | 1962. január 6. | Programma Nazionale | 13     | Sandra Mondaini, Enzo Garinei, Toni Ucci, Carletto Sposito , Anna Maria Gambineri, Paolo Poli, Alberto Bonucci és Tino Buazzelli                | Bambina bambina          | Tony Dallara       | Róma  | Teatro delle Vittorie | Eros Macchi      |
| 5.   | 1962. október 11.    | 1963. január 6. | Programma Nazionale | 13     | Dario Fo e Franca Rame (1-7. részu); Maria Grazia Picchetti (8. rész); Tino Buazzelli e Sandra Mondaini (9-12. rész); Corrado (13. utolsó rész) | Quando quando quando     | Tony Renis         | Róma  | Teatro delle Vittorie | Vito Molinari    |
| 6.   | 1968. szeptember 28. | 1969. január 6. | Programma Nazionale | 13     | Mina, Walter Chiari és Paolo Panelli | Scende la pioggia        | Gianni Morandi     | Róma  | Teatro delle Vittorie | Antonello Falqui |
| 7.   | 1969. szeptember 27. | 1970. január 6. | Programma Nazionale | 13     | Johnny Dorelli, Raimondo Vianello, Alice ed Ellen Kessler , Sandra Mondaini és Paolo Villaggio                                                  | Ma chi se ne importa     | Gianni Morandi     | Róma  | Teatro delle Vittorie | Antonello Falqui |
| 8.   | 1970. október 10.    | 1971. január 6. | Programma Nazionale | 13     | Corrado és Raffaella Carrà | Vent'anni                | Massimo Ranieri    | Róma  | Teatro delle Vittorie | Romolo Siena     |
| 9.   | 1971. október 9.     | 1972. január 6. | Programma Nazionale | 13     | Corrado , Raffaella Carrà és Alighiero Noschese                                                                                                 | Chitarra suona più piano | Nicola Di Bari     | Róma  | Teatro delle Vittorie | Eros Macchi      |
| 10.  | 1972. október 7.     | 1973. január 6. | Programma Nazionale | 13     | Pippo Baudo és Loretta Goggi | Erba di casa mia         | Massimo Ranieri    | Róma  | Teatro delle Vittorie | Romolo Siena     |
| 11.  | 1973. október 7.     | 1974. január 6. | Programma Nazionale | 13     | Pippo Baudo és Mita Medici | Alle porte del sole      | Gigliola Cinquetti | Róma  | Teatro delle Vittorie | Romolo Siena     |
| 12.  | 1974. október 6.     | 1975. január 6. | Programma Nazionale | 13     | Raffaella Carrà , Cochi e Renato, Paolo Villaggio és Topo Gigio; Mike Bongiorno (évad utolsó részében)                                          | Könnyűzene               | Könnyűzene         | Róma  | Teatro delle Vittorie | Eros Macchi      |
| 12.  | 1974. október 6.     | 1975. január 6. | Programma Nazionale | 13     | Raffaella Carrà , Cochi e Renato, Paolo Villaggio és Topo Gigio; Mike Bongiorno (évad utolsó részében)                                          | Un corpo e un'anima      | Wess & Dori Ghezzi | Róma  | Teatro delle Vittorie | Eros Macchi      |
| 12.  | 1974. október 6.     | 1975. január 6. | Programma Nazionale | 13     | Raffaella Carrà , Cochi e Renato, Paolo Villaggio és Topo Gigio; Mike Bongiorno (évad utolsó részében)                                          | Népdalok                 |                    | Róma  | Teatro delle Vittorie | Eros Macchi      |
| 12.  | 1974. október 6.     | 1975. január 6. | Programma Nazionale | 13     | Raffaella Carrà , Cochi e Renato, Paolo Villaggio és Topo Gigio; Mike Bongiorno (évad utolsó részében)                                          | Lu maritiello            | Tony Santagata     | Róma  | Teatro delle Vittorie | Eros Macchi      |